# Chalaronne
Chalaronne – rzeka we Francji, przepływająca przez teren departamentu Ain, o długości 52 km. Stanowi dopływ rzeki Saona.